# Олег Безинских
Олег Безинских е руски класически и поп певец, контратенор. Пее в регистъра между баритон и контратенор, без забележими преходи, като във високите регистри надхвърля 1000 Hz, което прави неговия глас уникален.

## Кратка биография
Завършва Куйбишевското училище по култура специалност режисура и драма. През ранните си години работи в Псковската телевизия, след което продължава да да учи в Петербургския институт по култура.
Обучава се в Петербургската консерватория „Римски Корсаков“ в класа на доцента по солово пеене кандидат на науките по изкуствознание Юрий Юшманов и концертмайстора Галина Сенина. Олег е единственият контратенор за 140-годишната история на Петербургската консерватория.
Още през 2002 г. младият режисьор Сергей Гнилицкий снима документалния филм „Русское чудо  Олег Безинских – контртенор“, който печели втора награда на Руския конкурс на документалното кино през 2005 г. Гласът на певеца се изучава в Петербургския институт „Ухтомский“ в научната програма „Зараждането на човешкия глас“ и се използва за лечение в Института по перспективна медицина.
В репертоара му намират място и изпълнения, при които е съчетано пеене от баритон до сопрано като кантата „Кармина Бурана“ на Карл Орф. Ключов момент в кариерата му е изпълнението на партията на Мефистофел в кантата на Алфред Шнитке „Историята на Доктор Фауст“.
Определението „руското чудо“ идва след един концерт, посветен на Мстислав Ростропович през 1998 година, когато знаменитото руско сопрано Галина Вишневская заявява пред публиката след края на концерта: „Ето това е руското чудо“.
Въпреки успехите си на естрадната сцена, Безинских не успява да се класира на квалификационния тур на конкурса за Евровизия, където остава втори след Пьотр Налич.

## Участия
- Фестивал „Wratislavia cantas“ [6], където с певицата Адела Штолте представят барокова музика.
- Премиера на операта „Талестри“ на Мария Антония Валпургис. В Берлин записват компакт диск на операта. Maria Antonia Walpurgis of Bavaria – Talestri, regina delle amazzoni – Aria „Da me ti dividi“
- Международен фестивал „Мстислав Ростропович“ в Евиан – Франция, където представя премиерата на кантата „Диплипито“ – Гия Канчели.
- Ролята на Алкид от едноименната опера на Дмитрий Бортнянски с диригент Антон Шароев. Премиерата се състои в Тюмен и Москва.
- Кантата „Йерусалим“ на петербургския композитор Пьотр Геккер.
- Оперното представление „Цар Дамян“ в Марийнския театър.
- Международен фестивал „Дворците на Петербург [7]“, с художествен ръководител Мария Сафарянц.
- Кантата на Хендел „Соломон“ с партията на Соломон, диригент Адрес Мустонен.
- Международен органен фестивал в Талин.

## Дискография
- Музика на моята душа KDK записи (без номера), Санкт-Петербург, Русия, 1998 г.
- M.A. Валпургис: Талестри Kammerton KT 2007, Берлин, Германия, 1998 г.
- Цар Дамян Марийнския театър 0101 004 – 1, Санкт-Петербург, Россия, 2002 г.
- До моите приятели BezArt production BAP-002(s), Сакраменто, САЩ, 2003 г.; Right Choice studio RC-237, Сакраменто, САЩ, 2003 г.
- Коледна мистерия Фонд на Международния музикален фестивал „Дворците на Санкт-Петербург“ без номера, Санкт-Петербург, Русия, 2004 г.
- Барокова мистерия Фонд на Международния музикален фестивал „Дворците на Санкт-Петербург“ МС-2004/003 IFPP, Санкт-Петербург, Русия, 2004 г.
- Еврейски мелодии BezArt records (без номера), Санкт-Петербург, Русия, 2000 г. Right Choice studio RC-236, Сакраменто, САЩ, 2003 г.
- Руско Чудо Филм на Сергей Гнилицкий, 2003 г.